# Стефен, Годфри Биток
Годфри Биток Стефен (англ. Godfrey Bitok Stephen; род. 22 августа 2000, Джос) — нигерийский футболист, игрок «Газиантепа». Выступал за олимпийскую сборную Нигерии.

## Клубная карьера
В 10-летнем возрасте Годфри Стефен попал в юниорскую команду «Найк Бойз». Первый тренер — Деван Даджума. В 2017 году попал в футбольную академию «Джи-Лек». В марте 2019 года футбольный клуб «Ислочь» и академия «Джи-Лек» подписали арендное соглашение, по условиям которого Стефен отправился за игровой практикой в Беларусь. Защитнику удалось ярок проявить себя в новом клубе: сыграл за «Ислочь» 27 матчей во всех турнирах, в которых забил 5 голов и отдал 5 голевых передач. Четыре раза включался в символическую сборную тура.
После завершения чемпионата «Ислочь» воспользовалась опцией о первоочередном праве выкупа трансферных прав на футболиста. Новый контракт со Стефеном был подписан на два года.
В феврале 2021 года перешёл в польский клуб «Ягеллония» за 250 тысяч евро. В основном выступал в четвёртом дивизионе польского футбола в резервной команде.
В декабре 2021 года отправился в аренду в тбилисское «Динамо». По окончании арендного соглашения футболист покинул грузинский, а затем и польский клубы.
В феврале 2023 года на правах свободного агента присоединился к российскому клубу «Волга».
В июне 2023 года футболист стал игроком венгерского клуба «Диошдьёр».
30 июля 2024 года присоединился к клубу «Газиантеп».

## Карьера в сборной
Яркую игру Годфри заметили в родной стране. В ноябре 2019 года защитник «Ислочи» получил приглашение в сборную Нигерии (U-23). Футболист дебютировал в олимпийской сборной Нигерии, сыграв три матча в финальном этапе Кубка африканских наций до 23 лет. На турнире «суперорлы» уступили Кот-д´Ивуару (0:1), победили Замбию (2:1) и сыграли вничью с Южной Африкой (0:0). Стефен отыграл от звонка до звонка все три поединка.

## Достижения
«Динамо» Тбилиси
- Чемпион Грузии: 2022